# 第39回読売新聞社杯全日本選抜競輪
第39回読売新聞社杯全日本選抜競輪は、  2024年2月9日から12日まで、岐阜競輪場で行われた競輪のGI競走である。優勝賞金4,000万円（副賞込み）。
1月1日より発生した令和6年能登半島地震を受け、被災地支援競走として実施。令和6年能登半島地震復興支援競輪第39回読売新聞社杯全日本選抜競輪の名称で開催された。

## 決勝戦

### 競走成績
- 2月12日 第12レース[4][5][6][7][8]
- 誘導員…山口富生（岐阜）[9][10][11]

| 着  | 番 | 選手名   | 齢 | 府県   | 期別 | 班 | 着差   | 上り | 決ま り手 | S/J H/B | 個人 状況    |
| --- | -- | -------- | -- | ------ | ---- | -- | ------ | ---- | --------- | ------- | ------------ |
| 1   | 9  | 郡司浩平 | 33 | 神奈川 | 99   | 1  |        | 11.5 | 差し      |         | 走注（斜行） |
| 2   | 3  | 清水裕友 | 29 | 山 口  | 105  | S  | 1/2輪  | 11.2 | 捲り      |         |              |
| 3   | 6  | 北井佑季 | 34 | 神奈川 | 119  | 1  | 3/4輪  | 11.6 |           | J       |              |
| 3.5 |    |          |    |        |      |    |        |      |           |         |              |
| 4   | 2  | 古性優作 | 32 | 大 阪  | 100  | S  | タイヤ | 11.0 |           |         |              |
| 5   | 5  | 松谷秀幸 | 41 | 神奈川 | 96   | 1  | 1身    | 11.5 |           |         |              |
| 6   | 7  | 南修二   | 42 | 大 阪  | 88   | 1  | タイヤ | 11.0 |           |         |              |
| 7   | 1  | 新山響平 | 30 | 青 森  | 107  | S  | 2身    | 12.0 |           | HB      |              |
| 8   | 8  | 山田英明 | 40 | 佐 賀  | 89   | 1  | 2身    | 11.5 |           |         |              |
| 9   | 4  | 浅井康太 | 39 | 三 重  | 90   | 1  | 9身    | 12.3 |           |         |              |

### 配当金額
- 上段：複式 / 下段：単式

| 2枠連    | 2枠連       |             | 2車連       | 2車連        | 3連勝        | 3連勝           | ワイド                           | ワイド |
| 60,494票 | 60,494票    | 195,251票   | 195,251票   | 1,088,670票  | 1,088,670票  | 103,496票       | 103,496票                        |        |
|          |             |             |             |              |              |                 |                                  |        |
| 3=6      | 650円 (3)   | 3=9         | 850円 (2)   | 3=6=9        | 2,120円0 (7) | 3=9 6=9 3=6     | 310円0 (2) 390円0 (4) 820円 (13) |        |
| 6-3      | 1,380円 (7) | 9-3         | 1,630円 (6) | 9-3-6        | 9,890円 (27) | 3=9 6=9 3=6     | 310円0 (2) 390円0 (4) 820円 (13) |        |
|          |             |             |             |              |              |                 |                                  |        |
| 90,945票 | 90,945票    | 1,290,032票 | 1,290,032票 | 12,264,459票 | 12,264,459票 | 計 15,093,347票 | 計 15,093,347票                  |        |

## 特記事項
- 岐阜でのGI開催は、浅井康太が優勝した2011年9月の第54回オールスター競輪以来13年ぶり。なお、岐阜競輪場では今回のGI開催に合わせて2022年9月の記念競輪の開催終了後から本場開催を休止した上で、旧バックスタンドを解体した上で完成した新管理棟の工事が行われた。その上で、1月25日からのFIで本場開催を再開していた[15][16]。

- 今大会のキャッチコピーは、「早春の岐阜に集いし勇者、女神は誰に微笑む―」。

- 初日の開会式での敢闘宣言は、地元・岐阜の山口拳矢が行った[17]。

- 地上波の決勝戦中継は最終日の15:55 - 16:50に、「坂上忍の勝たせてあげたいTV パリ五輪へ 自転車大注目SP ～第39回読売新聞社杯全日本選抜競輪決勝戦～（GI）」《日本テレビ系列系列全国ネット》を放送[18][19][20]。ゲストは武井壮と登坂絵莉、解説は中野浩一、実況は橋本悠督が担当。

- 表彰式の花束贈呈は、SKE48の松本慈子が務めた[21]。

- シリーズ全体での売上目標は95億円[22]だったが、シリーズ全体の総売上額は前年比108.1％の103億5990万6600円[23]で目標を大きくクリアした。なお、各日ごとの入場者数と売上額は、初日入場2,808人・売上20億2754万1300円[24]、2日目入場3,656人・売上22億486万7500円[25]、3日目入場4,948人・売上25億2792万6700円[26]、最終日入場6,055人・売上35億9957万1100円[27]。また、競輪の4日制GIで100億円を突破したのは2015年の第30回読売新聞社杯全日本選抜競輪以来9年ぶりだった[28]。

### 競走データ
- S級S班の9選手は今年も全選手が出場した。なお、松浦悠士は二次予選で、山口拳矢、眞杉匠、佐藤慎太郎、深谷知広、脇本雄太は準決勝で、それぞれ敗退となった。

- この年に予定されているパリ五輪出場を目指すナショナルチームの選手は、同チームでの活動を優先して不参加の扱いとなった[注 1]。

- 岩津裕介が今大会で読売新聞社杯全日本選抜競輪連続20回出場を達成し、開会式にて表彰された[29]。

- 今回、GI決勝戦初進出は、北井佑季[注 2]、松谷秀幸の2名。北井は元プロサッカー選手としては史上初の、松谷は元プロ野球選手としては史上初の、それぞれGI決勝戦進出となった。また、南修二が前年の寬仁親王牌、競輪祭に続きGIレース3大会連続決勝戦進出(GⅡレースも含めると、第39回共同通信社杯からビッグレース4大会連続決勝戦進出)を果たしたほか、全日本選抜競輪としては山田英明が2020年以来4年ぶり、大会史上初の3連覇が懸かる古性優作が3年連続で、それぞれ決勝戦進出を果たした。

- 最終日の第8レース（特選）で、新田祐大が残り2周のホームストレッチラインに到達する前に誘導員を追い抜いたため、誘導員早期追い抜きにより失格[32]。現制度でのビッグレースにおける誘導員早期追い抜きによる失格は、2022年の第37回大会における菅田壱道に次いで4人目[注 3]。また、S級S班経験者では初のケースとなった[注 4]。